# Kigali
Kigali (phát âm tiếng Kinyarwanda: [ciɡɑlí]) là thủ đô và thành phố lớn nhất của Rwanda. Nó tọa lạc gần điểm trung tâm địa lý của đất nước. Thành phố đã là trung tâm kinh tế, văn hóa, và giao thương của Rwanda từ khi nó trở thành thủ đô năm 1962 khi Rwanda giành độc lập khỏi người Anh.
Trong một khu vực do Vương quốc Rwanda kiểm soát từ thế kỷ 17 và sau đó là Đế quốc Đức, thành phố được thành lập vào năm 1907 khi Richard Kandt, một người Đức, chọn địa điểm làm trụ sở của mình, với lý do vị trí trung tâm, tầm nhìn và an ninh. Các thương nhân nước ngoài bắt đầu buôn bán trong thành phố từ thời Đức, và Kandt đã mở một số trường công cho học sinh ngườiTutsi. Bỉ nắm quyền kiểm soát Rwanda và Burundi trong Chiến tranh thế giới thứ nhất, hình thành nên Lãnh thổ Ủy trị Ruanda-Urundi. Kigali vẫn là nơi quản lý thuộc địa của Rwanda nhưng thủ đô của Ruanda-Urundi nằm ở Usumbura (nay là Bujumbura) ở Burundi và Kigali vẫn là một thành phố nhỏ với dân số vẻn vẹn 6.000 người vào thời điểm độc lập.
Thành phố Kigali là một trong năm tỉnh của Rwanda, với các ranh giới được thiết lập vào năm 2006. Nó được chia thành ba huyện, Gas Gasabo, Kicukiro và Nyarugenge, trong lịch sử có quyền kiểm soát các khu vực quan trọng của chính quyền địa phương. Các cải cách vào tháng 1 năm 2020 đã chuyển phần lớn quyền lực của các quận cho hội đồng toàn thành phố. Thành phố cũng là nơi cư trú chính và văn phòng của Tổng thống Rwanda và hầu hết các bộ của chính phủ. Đóng góp lớn nhất cho tổng sản phẩm quốc nội của Kigali là lĩnh vực dịch vụ, nhưng một tỷ lệ đáng kể dân số làm việc trong nông nghiệp bao gồm nông nghiệp tự cung tự cấp quy mô nhỏ. Thu hút du khách quốc tế là ưu tiên của chính quyền thành phố, bao gồm du lịch giải trí, hội nghị và triển lãm.

## Lịch sử
Những cư dân đầu tiên của Rwanda ngày nay là người Twa, một nhóm người săn bắn hái lượm, định cư tại đây từ 8000 đến 3000 trước Công nguyên và vẫn ở lại đất nước ngày nay. Theo lịch sử truyền miệng, Vương quốc Rwanda được thành lập vào thế kỷ 14 trên bờ hồ Muhazi, cách Kigali ngày nay khoảng 40 km (25 dặm) về phía đông. Vương quốc ban đầu bao gồm Kigali nhưng đó là một nhà nước nhỏ trong lịch sử với các nước láng giềng lớn hơn và hùng mạnh hơn, Bugesera và Gisaka. Một thành viên của triều đại Gisaka đã giết vua Ruganzu Bwimba của Rwanda vào thế kỷ 16, nhưng con trai của Ruganzu, Cyirima Rugwe đã chiến đấu trở lại với sự giúp đỡ từ Bugesera và mở rộng lãnh thổ của Rwanda. Vào cuối thế kỷ 16 hoặc đầu thế kỷ 17, vương quốc Rwanda đã bị xâm chiếm từ phía bắc bởi người Banyoro tại Uganda ngày nay. Nhà vua buộc phải chạy trốn về phía tây, để lại Kigali và miền đông Rwanda trong tay Bugesera và Gisaka. Sự hình thành vào thế kỷ 17 của một triều đại Rwanda mới bởi mwami (vua), Ruganzu Ndori, tiếp theo là các cuộc xâm lược về phía đông và cuộc chinh phạt Bugesera, đánh dấu sự khởi đầu của sự thống trị của vương quốc Rwanda trong khu vực. Thủ đô của vương quốc là tại Nyanza, ở phía nam của đất nước.
Thành phố Kigali được thành lập vào năm 1907 bởi nhà thám hiểm người Đức Richard Kandt. Rwanda và nước láng giềng Burundi đã được Hội nghị Berlin năm 1884 giao cho Đức, tạo thành một phần của Đông Phi thuộc Đức, và Đức đã thiết lập sự hiện diện của họ ở nước này vào năm 1897 với việc thành lập liên minh với nhà vua, Yuhi V Musinga. Kandt đến năm 1899, để khám phá Hồ Kivu và tìm kiếm nguồn gốc của sông Nile. Khi Đức quyết định vào năm 1907 để tách chính quyền Rwanda khỏi Burundi, Kandt được chỉ định là cư dân đầu tiên của đất nước. Ông chọn làm trụ sở chính ở Kigali do vị trí trung tâm của nó ở trong nước, và cũng vì địa điểm trên đồi Nyarugenge có tầm nhìn tốt và an ninh. Ngôi nhà của Kandt, nằm gần khu thương mại trung tâm (CBD), là ngôi nhà theo phong cách châu Âu đầu tiên trong thành phố, và ngày nay vẫn được sử dụng làm Bảo tàng Lịch sử Tự nhiên Kandt House. Kandt đã bắt đầu cho phép sự xâm nhập của các thương nhân nước ngoài vào năm 1908, cho phép hoạt động thương mại bắt đầu ở Rwanda. Các doanh nghiệp đầu tiên của Kigali được thành lập bởi các thương nhân Hy Lạp và Ấn Độ, với sự hỗ trợ từ người Baganda và người Swahili. Các mặt hàng được buôn bán bao gồm vải và hạt. Hoạt động thương mại bị hạn chế và chỉ có khoảng 30 công ty trong thành phố vào năm 1914. Kandt cũng mở các trường do chính phủ điều hành ở Kigali, nơi bắt đầu giáo dục những học sinh người Tutsi.

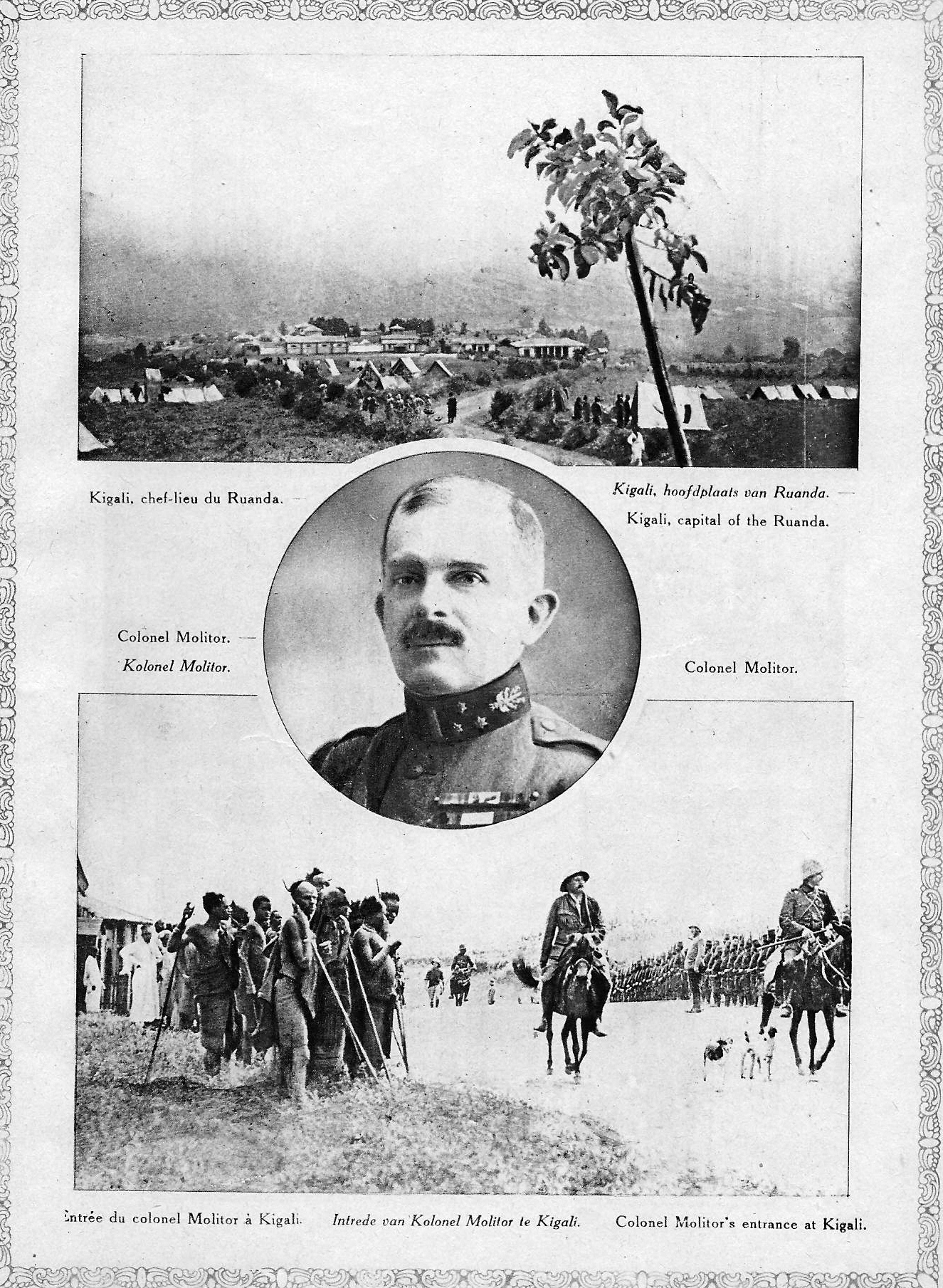
Philippe Molitor của Lữ đoàn phương Bắc của Bỉ tiến vào Kigali năm 1916.

Quân đội Bỉ nắm quyền kiểm soát Rwanda và Burundi trong Thế chiến I, với Kigali bị Lữ đoàn phương Bắc xâm chiếm bởi Đại tá Philippe Molitor vào ngày 6 tháng 5 năm 1916. Đầu năm 1917, Bỉ đã cố gắng khẳng định sự cai trị trực tiếp đối với Rwanda, bắt giữ vua Musinga. Trong thời kỳ này, Kigali là một trong hai thủ đô của tỉnh, cùng với Gisenyi. Tình trạng thiếu lao động nông nghiệp do tuyển dụng người dân địa phương để hỗ trợ quân đội châu Âu trong chiến tranh, cướp bóc lương thực của binh lính và những cơn mưa xối xả phá hủy mùa màng, dẫn đến nạn đói nghiêm trọng khi bắt đầu chính quyền Bỉ. Nạn đói, kết hợp với khó khăn trong việc cai trị xã hội Rwanda phức tạp, đã thúc đẩy người Bỉ thiết lập lại chế độ gián tiếp theo kiểu Đức vào cuối năm 1917. Musinga đã khôi phục lại ngai vàng của mình tại Nyanza, và Kigali vẫn là trung tâm của chính quyền thuộc địa. Sự sắp xếp này vẫn tồn tại cho đến giữa những năm 1920, nhưng từ năm 1924, người Bỉ lại bắt đầu một lần nữa để bên lề chế độ quân chủ, lần này là vĩnh viễn. Bỉ nắm quyền kiểm soát giải quyết tranh chấp, bổ nhiệm các quan chức và thu thuế. Kigali vẫn còn tương đối nhỏ trong suốt phần còn lại của thời kỳ thuộc địa, vì phần lớn chính quyền nằm tại thủ đô Bujumbura của Burundi. Dân số của Bujumbura đã vượt quá con số 50.000 trong những năm 1950 và là thành phố duy nhất theo phong cách châu Âu, trong khi dân số của Kigali vẫn ở mức khoảng 6.000 cho đến khi giành được độc lập vào năm 1962.
Kigali trở thành thủ đô của nước Rwanda độc lập vào năm 1962. Chính quyền mới đã chọn Kigali vì vị trí của nó ở trung tâm đất nước. Thành phố phát triển ổn định trong những thập kỷ sau; vào đầu những năm 1970, dân số là 25.000 người chỉ với năm con đường trải nhựa và đến năm 1991 là khoảng 250.000. Vào ngày 6 tháng 7 năm 1973, có một cuộc đảo chính quân sự không đổ máu, trong đó bộ trưởng quốc phòng Juvénal Habyarimana đã lật đổ tổng thống cầm quyền Grégoire Kayibanda. Các doanh nghiệp đóng cửa trong vài ngày và quân đội tuần tra khắp thành phố, nhưng sự gián đoạn chỉ diễn ra trong thời gian ngắn và quân đội đã rời khỏi đường phố vào ngày 11 tháng 7.
Thành phố không bị ảnh hưởng trực tiếp trong ba năm đầu của cuộc nội chiến Rwanda năm 1990, mặc dù Mặt trận Ái quốc Rwanda (RPF) đã tiến gần đến việc tấn công thành phố vào tháng 2 năm 1993. Vào tháng 12 cùng năm, sau khi ký kết trong Hiệp định Arusha, một lực lượng gìn giữ hòa bình của Liên Hợp Quốc đã được thành lập trong thành phố và RPF đã được cấp quyền sử dụng một tòa nhà trong thành phố cho các nhà ngoại giao và binh lính của họ. Vào tháng 4 năm 1994, Tổng thống Habyarimana đã bị ám sát khi máy bay của ông bị bắn hạ gần Sân bay quốc tế Kigali. Tổng thống Burundi Cyprien Ntaryamira cũng bị giết trong vụ tấn công. Đây là chất xúc tác cho nạn diệt chủng Rwanda, trong đó 500.000–1.000.000 người Tutsi và người Hutu ôn hòa về mặt chính trị đã bị giết trong các cuộc tấn công được lên kế hoạch kỹ lưỡng theo lệnh của chính phủ lâm thời. Các chính trị gia đối lập ở Kigali đã bị giết vào ngày đầu tiên của cuộc diệt chủng, và thành phố sau đó trở thành bối cảnh chiến đấu ác liệt giữa quân đội và RPF, kể cả tại căn cứ sau này. RPF bắt đầu tấn công từ phía bắc, và dần dần nắm quyền kiểm soát phần lớn đất nước trong khoảng từ tháng 4 đến tháng 6. Sau khi bao vây Kigali và cắt đứt các tuyến đường tiếp tế, họ bắt đầu chiến đấu cho chính thành phố vào giữa tháng Sáu. Các lực lượng chính phủ có nhân lực và vũ khí vượt trội nhưng RPF đã chiến đấu một cách khéo léo và có thể khai thác thực tế là các lực lượng chính phủ đang tập trung vào cuộc diệt chủng thay vì chiến đấu cho Kigali. RPF nắm quyền kiểm soát Kigali vào ngày 4 tháng 7, một ngày hiện được kỷ niệm là ngày lễ quốc khánh.
Kể từ sau chiến tranh và nạn diệt chủng, thành phố đã trải qua sự gia tăng dân số nhanh chóng do di cư từ các khu vực khác, cũng như tỷ lệ sinh cao. Các tòa nhà bị tàn phá nặng nề trong cuộc chiến đã bị phá hủy, phần lớn thành phố đã được xây dựng lại, và các tòa nhà văn phòng và cơ sở hạ tầng hiện đại tồn tại trên toàn thành phố. Một kế hoạch tổng thể, được thành phố và chính phủ thông qua vào năm 2013 và được hỗ trợ bởi tài chính và lao động quốc tế, tìm cách thiết lập Kigali thành một thành phố hiện đại phi tập trung vào năm 2040. Tuy nhiên, sự phát triển đã đi kèm với việc đuổi người dân ở các khu nhà ở không chính thức, và các nhóm như Tổ chức Theo dõi Nhân quyền đã cáo buộc việc chính phủ đưa những người nghèo và trẻ em vào các trung tâm giam giữ.

## Địa lý

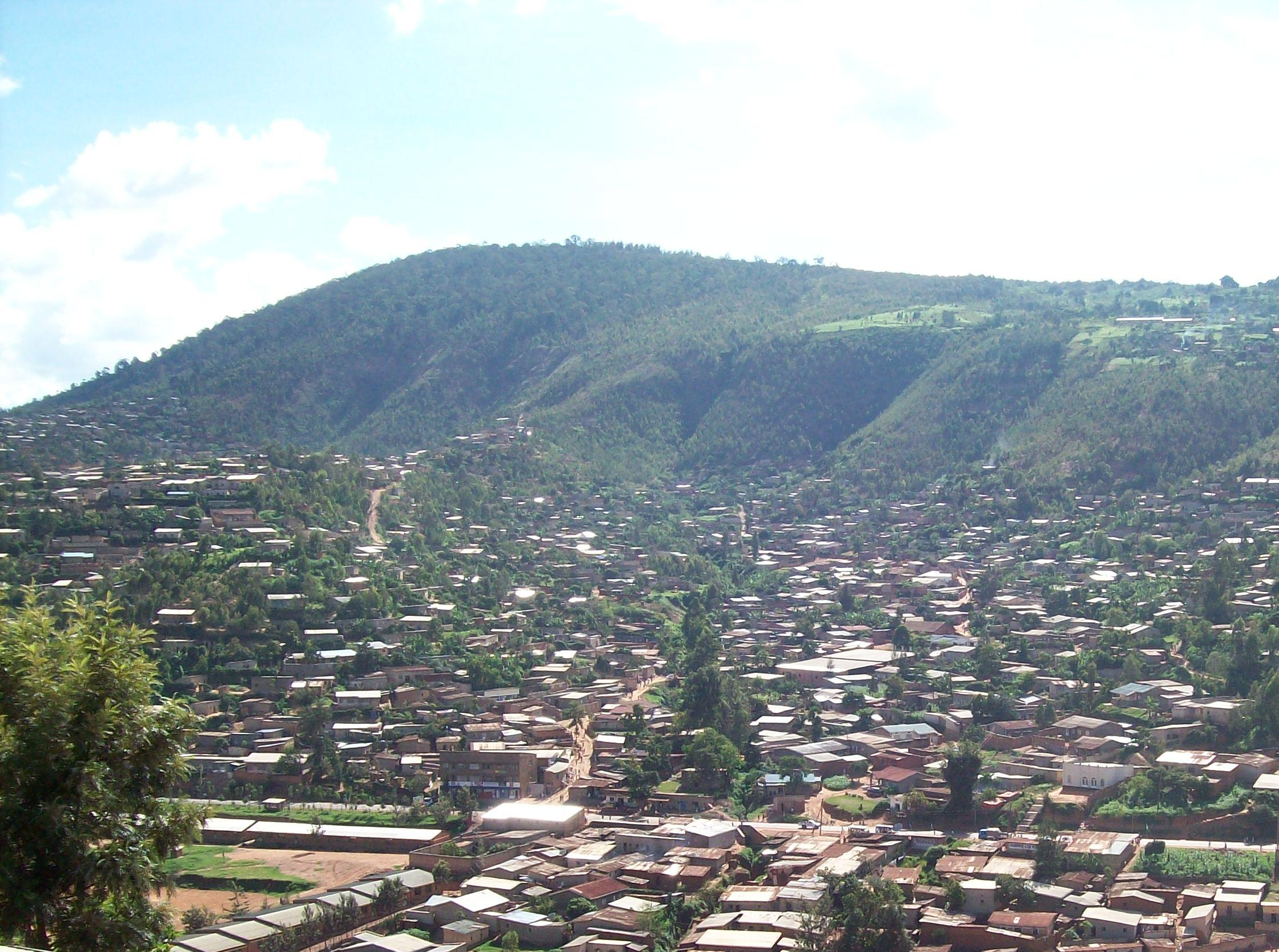
Một phần của thành phố trên sườn núi Kigali.

Kigali nằm ở trung tâm của Rwanda, ở 1°57′N 30°4′Đ / 1,95°N 30,067°Đ. Giống như phần còn lại của Rwanda, nó sử dụng Giờ Trung Phi và sớm hơn hai giờ so với Giờ Phối hợp Quốc tế (UTC+02:00) trong suốt cả năm. Thành phố có ranh giới với các tỉnh Bắc, Đông và Nam. Nó được chia thành ba khu hành chính, Nyarugenge ở phía tây nam, Kicukiro ở phía đông nam và Gasabo, chiếm nửa phía bắc của diện tích thành phố. Kigali nằm trong một khu vực của những ngọn đồi thoai thoải, với một loạt các thung lũng và rặng núi nối với nhau bởi những con dốc cao. Nó nằm giữa hai ngọn núi Kigali và núi Jali, cả hai đều có độ cao hơn 1.800 m (5,906 ft) so với mực nước biển, trong khi các khu vực thấp nhất của thành phố có độ cao 1.300 m (4.265 ft). Về mặt địa chất, Kigali nằm trong một khu vực đá granit và biến chất, với đất đá ong trên đồi và đất phù sa trong thung lũng.

### Khí hậu
Giống như phần còn lại của Rwanda, Kigali có khí hậu nhiệt đới, nhưng với nhiệt độ mát hơn so với các nước xích đạo khác vì độ cao của nó. Theo phân loại khí hậu Köppen, Kigali nằm trong vùng khí hậu xavan (Aw), nằm giữa vùng khí hậu cao nguyên cận nhiệt đới.
| Dữ liệu khí hậu của Kigali, Rwanda       | Dữ liệu khí hậu của Kigali, Rwanda | Dữ liệu khí hậu của Kigali, Rwanda | Dữ liệu khí hậu của Kigali, Rwanda | Dữ liệu khí hậu của Kigali, Rwanda | Dữ liệu khí hậu của Kigali, Rwanda | Dữ liệu khí hậu của Kigali, Rwanda | Dữ liệu khí hậu của Kigali, Rwanda | Dữ liệu khí hậu của Kigali, Rwanda | Dữ liệu khí hậu của Kigali, Rwanda | Dữ liệu khí hậu của Kigali, Rwanda | Dữ liệu khí hậu của Kigali, Rwanda | Dữ liệu khí hậu của Kigali, Rwanda | Dữ liệu khí hậu của Kigali, Rwanda |
| Tháng                                    | 1                                  | 2                                  | 3                                  | 4                                  | 5                                  | 6                                  | 7                                  | 8                                  | 9                                  | 10                                 | 11                                 | 12                                 | Năm                                |
| ---------------------------------------- | ---------------------------------- | ---------------------------------- | ---------------------------------- | ---------------------------------- | ---------------------------------- | ---------------------------------- | ---------------------------------- | ---------------------------------- | ---------------------------------- | ---------------------------------- | ---------------------------------- | ---------------------------------- | ---------------------------------- |
| Trung bình ngày tối đa °C (°F)           | 26.9 (80.4)                        | 27.4 (81.3)                        | 26.9 (80.4)                        | 26.2 (79.2)                        | 25.9 (78.6)                        | 26.4 (79.5)                        | 27.1 (80.8)                        | 28.0 (82.4)                        | 28.2 (82.8)                        | 27.2 (81.0)                        | 26.1 (79.0)                        | 26.4 (79.5)                        | 26.9 (80.4)                        |
| Tối thiểu trung bình ngày °C (°F)        | 15.6 (60.1)                        | 15.8 (60.4)                        | 15.7 (60.3)                        | 16.1 (61.0)                        | 16.2 (61.2)                        | 15.3 (59.5)                        | 15.0 (59.0)                        | 16.0 (60.8)                        | 16.0 (60.8)                        | 15.9 (60.6)                        | 15.5 (59.9)                        | 15.6 (60.1)                        | 15.7 (60.3)                        |
| Lượng Giáng thủy trung bình mm (inches)  | 76.9 (3.03)                        | 91.0 (3.58)                        | 114.2 (4.50)                       | 154.2 (6.07)                       | 88.1 (3.47)                        | 18.6 (0.73)                        | 11.4 (0.45)                        | 31.1 (1.22)                        | 69.6 (2.74)                        | 105.7 (4.16)                       | 112.7 (4.44)                       | 77.4 (3.05)                        | 950.9 (37.44)                      |
| Số ngày giáng thủy trung bình (≥ 0.1 mm) | 11                                 | 11                                 | 15                                 | 18                                 | 13                                 | 2                                  | 1                                  | 4                                  | 10                                 | 17                                 | 17                                 | 14                                 | 133                                |
| Nguồn: Tổ chức Khí tượng Thế giới        |                                    |                                    |                                    |                                    |                                    |                                    |                                    |                                    |                                    |                                    |                                    |                                    |                                    |

## Nhân khẩu

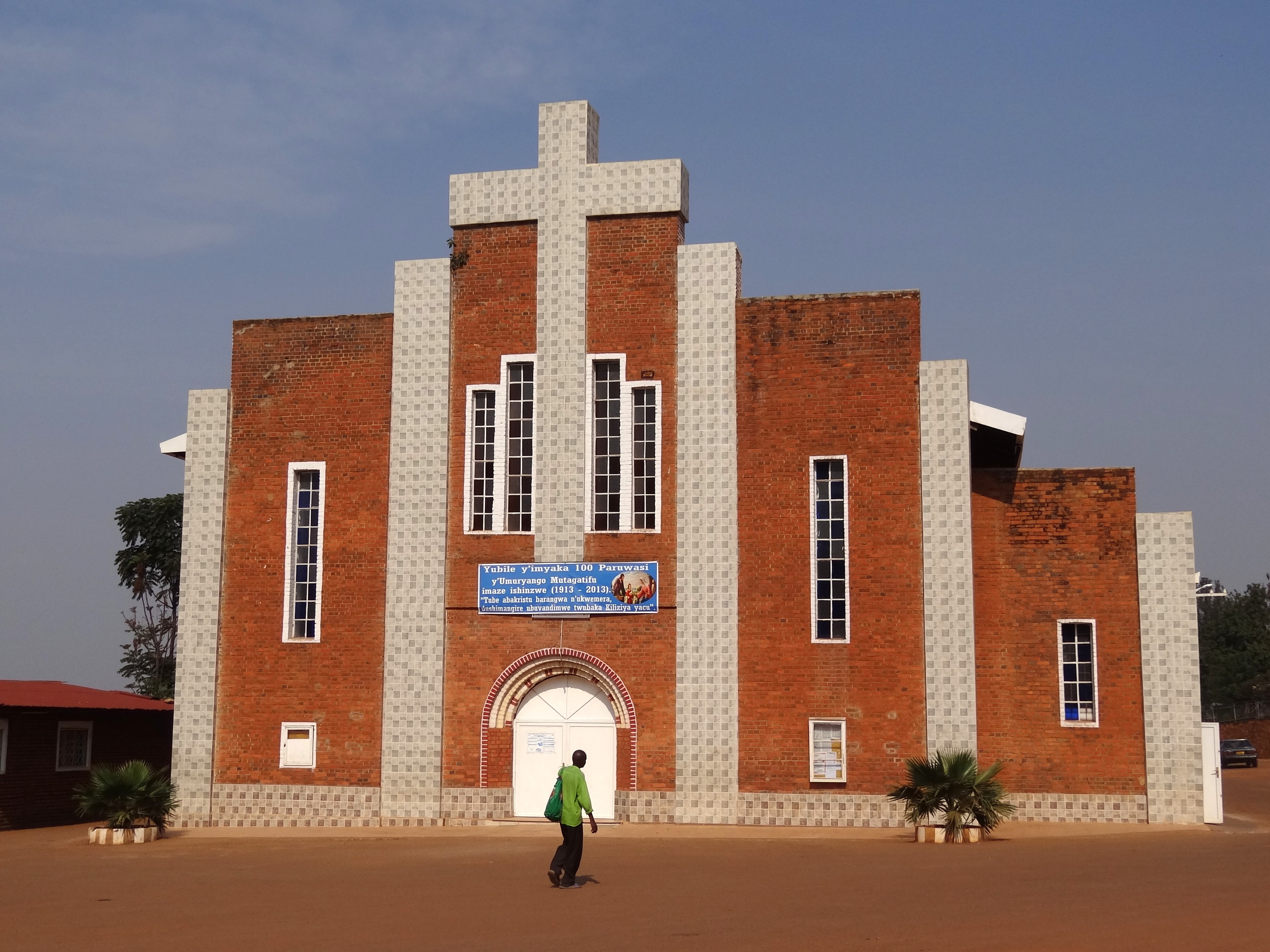
Nhà thờ Sainte-Famille ở Kiyovu, một vùng của thành phố.

Theo điều tra dân số Rwanda năm 2012, dân số của Kigali người là 1.132.686, trong đó 859.332 là cư dân thành thị. Mật độ dân số là 1.552 người trên mỗi km vuông. Vào thời điểm độc lập vào năm 1962, Kigali có 6.000 cư dân. Nó đã tăng trưởng đáng kể sau khi được đặt tên là thủ đô của quốc gia độc lập, mặc dù nó vẫn là một thành phố tương đối nhỏ cho đến những năm 1970 do chính sách của chính phủ hạn chế di cư từ nông thôn ra thành thị. Dân số đạt 115.000 vào năm 1978 và 235.000 vào năm 1991. Thành phố đã mất một phần lớn người dân trong cuộc diệt chủng năm 1994, bao gồm cả những người thiệt mạng và những người trốn sang các nước láng giềng. Từ năm 1995 nền kinh tế bắt đầu phục hồi và một số lượng lớn người tị nạn Tutsi dài hạn trở về từ Uganda. Nhiều người trong số những người tị nạn định cư ở Kigali và các khu vực đô thị khác, do khó khăn trong việc lấy đất ở các vùng khác của đất nước. Dân số vượt quá 600.000 vào năm 2002, và trong cuộc điều tra dân số năm 2012 đã tăng gần gấp đôi lên 1,13 triệu, với ranh giới của thành phố được mở rộng.
Như với Rwanda nói chung, Kitô giáo là tôn giáo thống trị ở Kigali. Trong cuộc điều tra dân số năm 2012, 42,1% cư dân thành phố được xác định theo Tin Lành. 36,8% dân số theo Kitô giáo. Hồi giáo phổ biến ở Kigali hơn các nơi khác ở Rwanda, với 5,7% người theo tín ngưỡng so với 2,0% trên toàn quốc. 1,2% dân số theo nhân chứng Jehovah và các tín ngưỡng khác là 0,3%, trong khi những người xác nhận không tôn giáo là 3%.

## Kinh tế

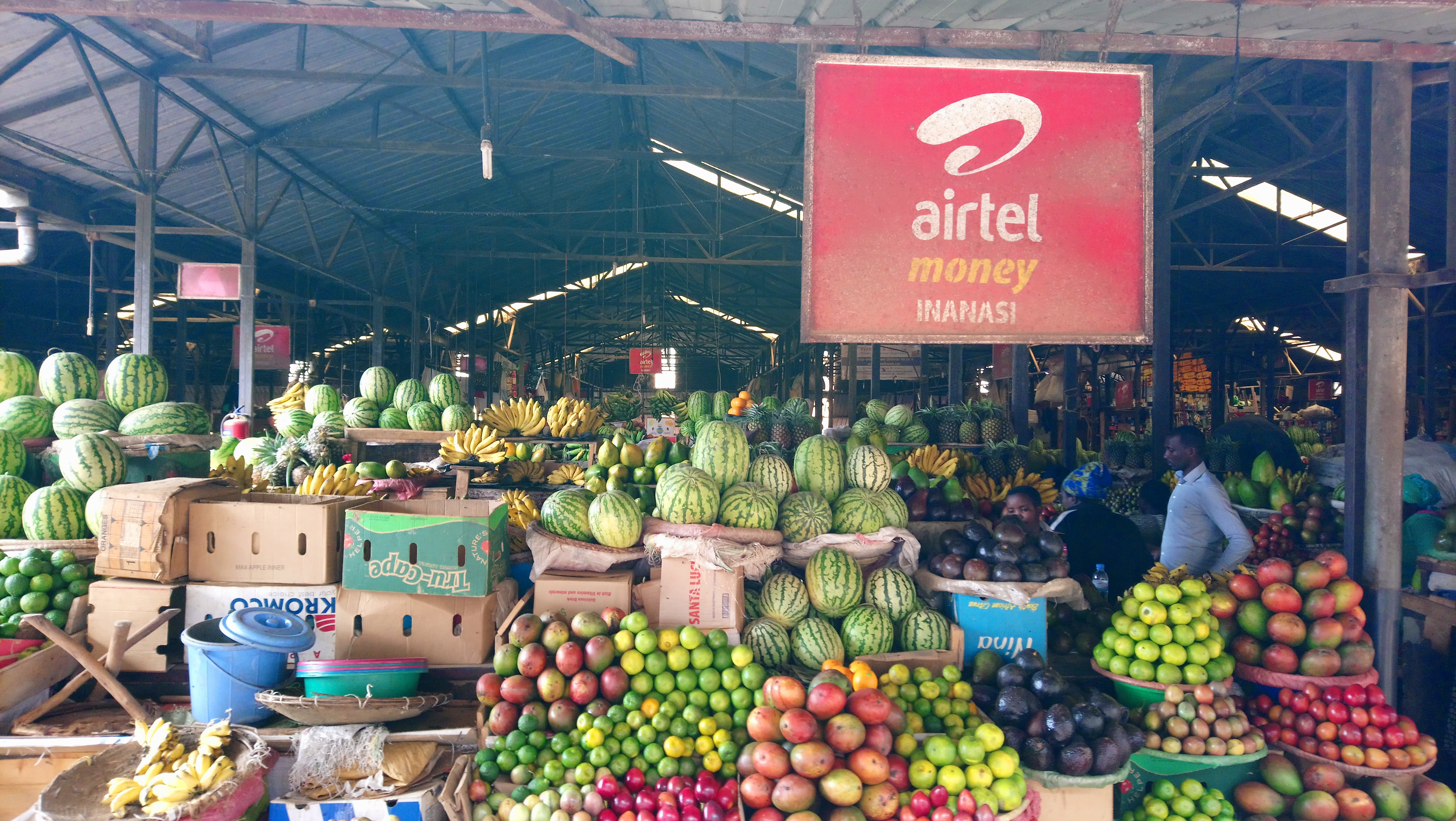
Một khu chợ ở Kigali

Kigali là trung tâm kinh tế và tài chính của Rwanda. Các nhà kinh tế học đã sử dụng nhiều biện pháp khác nhau để ước tính sản lượng của thành phố. Một nghiên cứu của Ngân hàng Thế giới năm 2015 đã đo lường tổng doanh thu của các công ty đã đăng ký tại nước này, theo báo cáo của Cơ quan Doanh thu Rwanda, và thấy rằng 92% trong số này là từ thành phố Kigali. Tuy nhiên, những nhà thống kê lưu ý rằng con số này đã loại trừ doanh thu từ canh tác quy mô nhỏ, và cũng bị thổi phồng cho các công ty có trụ sở tại Kigali với doanh thu được tạo ra ở những nơi khác ở Rwanda. Số liệu thống kê chính thức phân loại hoạt động kinh tế là "trang trại" hoặc "phi nông nghiệp" và Kigali chiếm 39% số nhân viên làm việc phi nông nghiệp ở nước này.
Đóng góp lớn nhất cho nền kinh tế của Kigali là lĩnh vực dịch vụ. Ngân hàng Thế giới ước tính rằng dịch vụ đóng góp 53% GDP cho thành phố trong năm 2014. Hoạt động trong lĩnh vực dịch vụ bao gồm bán lẻ, công nghệ thông tin, vận tải và khách sạn và bất động sản. Chính quyền thành phố đã ưu tiên các dịch vụ kinh doanh để mở rộng, xây dựng một số tòa nhà hiện đại trong khu vực trung tâm như Tháp thành phố Kigali. Thu hút khách quốc tế là ưu tiên của cả thành phố và Ban phát triển Rwanda, bao gồm du lịch giải trí, hội nghị và triển lãm. Kigali là điểm đến chính của khách du lịch đến thăm các công viên quốc gia của Rwanda và theo dõi khỉ đột núi, và có các địa điểm ưa thích như Đài tưởng niệm diệt chủng Kigali và các cơ sở du lịch sinh thái, cũng như quán bar, quán cà phê và nhà hàng. Việc mở rộng các điểm đến của hãng vận tải RwandAir và xây dựng các cơ sở mới như Trung tâm Hội nghị Kigali đã thu hút các sự kiện đến Kigali bao gồm Đại hội đồng thường niên 2014 của Ngân hàng Phát triển châu Phi và Hội nghị thượng đỉnh bất thường năm 2018 của Liên minh châu Phi. Hội nghị Chính phủ Khối thịnh vượng chung dự kiến sẽ được tổ chức tại thành phố vào tháng 6 năm 2020, với những người tham dự bao gồm Charles, Thân vương xứ Wales và các nhà lãnh đạo quốc gia, mặc dù điều này đã bị hoãn lại do đại dịch COVID-19.

## Chính trị

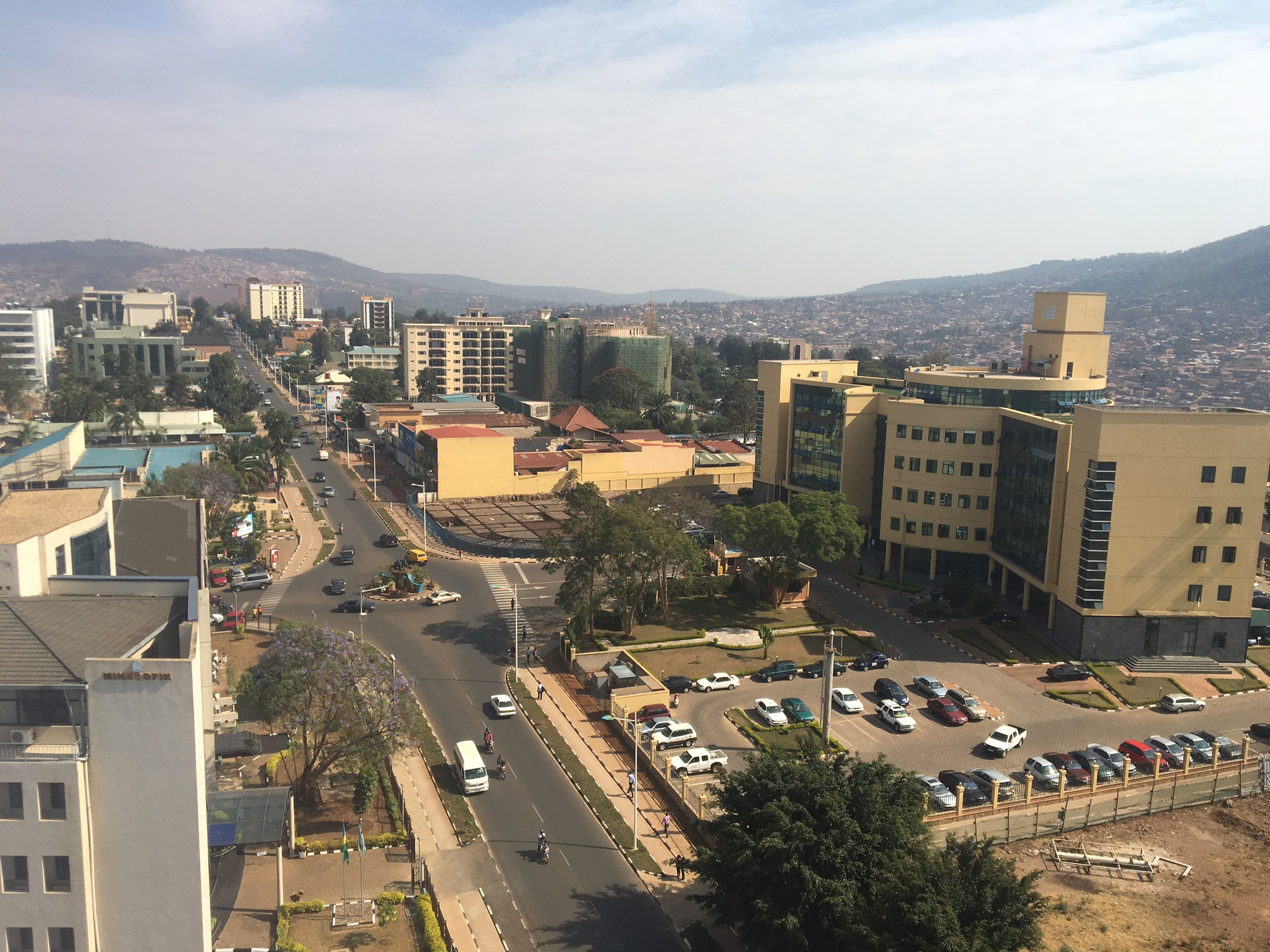
Tòa thị chính Kigali (bên phải)

Kigali là một thành phố cấp tỉnh, một trong năm tỉnh của Rwanda. Khu vực thuộc thẩm quyền của thành phố đã được mở rộng nhiều lần kể từ khi Rwanda giành độc lập, các ranh giới hiện tại được thiết lập thông qua luật năm 2005 như là một phần của tái cấu trúc chính quyền địa phương. Luật này đã trao cho chính quyền thành phố trách nhiệm lập kế hoạch chiến lược và phát triển đô thị, cũng như liên lạc với ba huyện cấu thành và giám sát các kế hoạch phát triển của huyện. Giống như các tỉnh khác, Kigali được chia thành các huyện, Gas Gasabo, Kicukiro và Nyarugenge, lần lượt được chia thành 35 khu vực.
Từ tháng 1 năm 2020, một hệ thống hành chính mới cho Kigali đã được áp dụng, sau khi một đạo luật được quốc hội thông qua vào năm trước đó. Theo hệ thống trước đó, có hiệu lực từ năm 2002, quyền lực đã được phân bổ đáng kể cho các quận do thị trưởng của họ lãnh đạo, quản lý cơ sở hạ tầng và đánh thuế, khoảng 30% trong số đó được chuyển cho chính quyền toàn thành phố. Những thay đổi, được thực hiện với mục tiêu giảm quan liêu và kém hiệu quả, đã mang lại cho hội đồng thành phố quyền lực lớn hơn nhiều bao gồm kiểm soát ngân sách. Các huyện không còn là các thực thể pháp lý riêng biệt, thị trưởng của họ được thay thế bởi các quản trị viên điều hành huyện được chỉ định bởi chính phủ quốc gia.
Hội đồng thành phố bao gồm mười một thành viên, giảm từ 33 trong hệ thống cũ. Sáu trong số các thành viên hội đồng được bầu trực tiếp bởi công chúng, mỗi huyện bầu một nam và một nữ. Năm thành viên còn lại được chỉ định bởi Tổng thống Rwanda, theo sự chấp thuận của nội các. Mỗi thành viên hội đồng phục vụ cho một nhiệm kỳ năm năm. Cơ quan hành pháp của chính quyền thành phố do thị trưởng đứng đầu, người được bầu thông qua một hệ thống bầu cử phức tạp, với việc bỏ phiếu bầu cử cho các đại biểu ở cấp làng xã, người tiếp tục bầu các đại biểu khác qua từng cấp chính quyền hệ thống cấp bậc. Thị trưởng và hai phó thị trưởng thành lập ủy ban điều hành, báo cáo với hội đồng và thực hiện các quyết định của mình. Vào năm 2020, thị trưởng đương nhiệm là Pudence Rubingisa. Các thị trưởng đáng chú ý trong quá khứ bao gồm Francois Karera, người giữ chức vụ từ năm 1975 đến 1990 dưới thời tổng thống Juvénal Habyarimana, và Rose Kabuye, người đã chiến đấu với RPF trong cuộc Nội chiến Rwanda và là thị trưởng hậu diệt chủng đầu tiên từ năm 1994 đến 1997. Ngân sách hàng ngày và quản lý nhân viên là trách nhiệm của một người quản lý thành phố, được bổ nhiệm bởi thủ tướng.

## Văn hóa
Do vị thế là một thủ đô thuộc địa, Kigali trong lịch sử không phải là trung tâm của các di sản văn hóa Rwanda. Điệu nhảy truyền thống của đất nước, một vũ đạo được biên đạo bao gồm ba thành phần: umushagiriro (múa bò), intore (điệu nhảy của các anh hùng) và đánh trống, bắt nguồn từ triều đình ở Nyanza. Thủ đô hiện là quê hương của nhiều nhóm biểu diễn điệu nhảy bao gồm đoàn nghệ thuật cộng đồng LEAF, với thành viên sáng lập là mười tám đứa trẻ mồ côi vô gia cư, và Indatirwabahizi, một đoàn văn hóa liên kết với chính quyền thành phố. Trống có tầm quan trọng lớn trong âm nhạc Rwandan truyền thống; các tay trống hoàng gia được hưởng địa vị cao trong triều đình mwami. Trống chơi với nhau trong các nhóm có kích cỡ khác nhau, thường là từ bảy đến chín về số lượng. Âm nhạc và bài hát truyền thống được biểu diễn tại các địa điểm trên toàn thành phố bằng các hoạt động như Nhóm Gakondo do Massamba Intore lãnh đạo. Rwanda và Kigali có một ngành công nghiệp âm nhạc phổ biến đang phát triển. Thể loại phổ biến nhất là hip hop, với sự pha trộn của dancehall, rap, ragga, R&B và dance-pop.
Một số bộ phim về cuộc diệt chủng Rwanda đã được quay ở Kigali, bao gồm 100 ngày, Đôi khi vào tháng Tư, Bắn chó và Bắt tay với quỷ. Tuy nhiên, một số phim khác như Khách sạn Rwanda được đặt trong thành phố, nhưng được quay ở các nước khác. Kigali cũng có một ngành công nghiệp điện ảnh trong nước đang phát triển bắt đầu từ đầu những năm 2000 với Trung tâm chiếu phim Rwanda, được thành lập bởi nhà báo Eric Kabera. Một trong những mục tiêu của trung tâm là đa dạng hóa các chủ đề được bao phủ bởi các bộ phim Rwanda ngoài chủ đề diệt chủng, trình bày các khía cạnh khác của đất nước. Năm 2005, Kabera đã khai mạc Liên hoan phim Rwanda diễn ra hàng năm tại các địa điểm ở thủ đô, đặt cho nó biệt danh "Hillywood", một từ được miêu tả là biệt danh "vùng đất của ngàn ngọn đồi" của Rwanda với Hollywood. Thuật ngữ này cũng được sử dụng cho ngành công nghiệp điện ảnh của Rwanda nói chung.

## Giáo dục

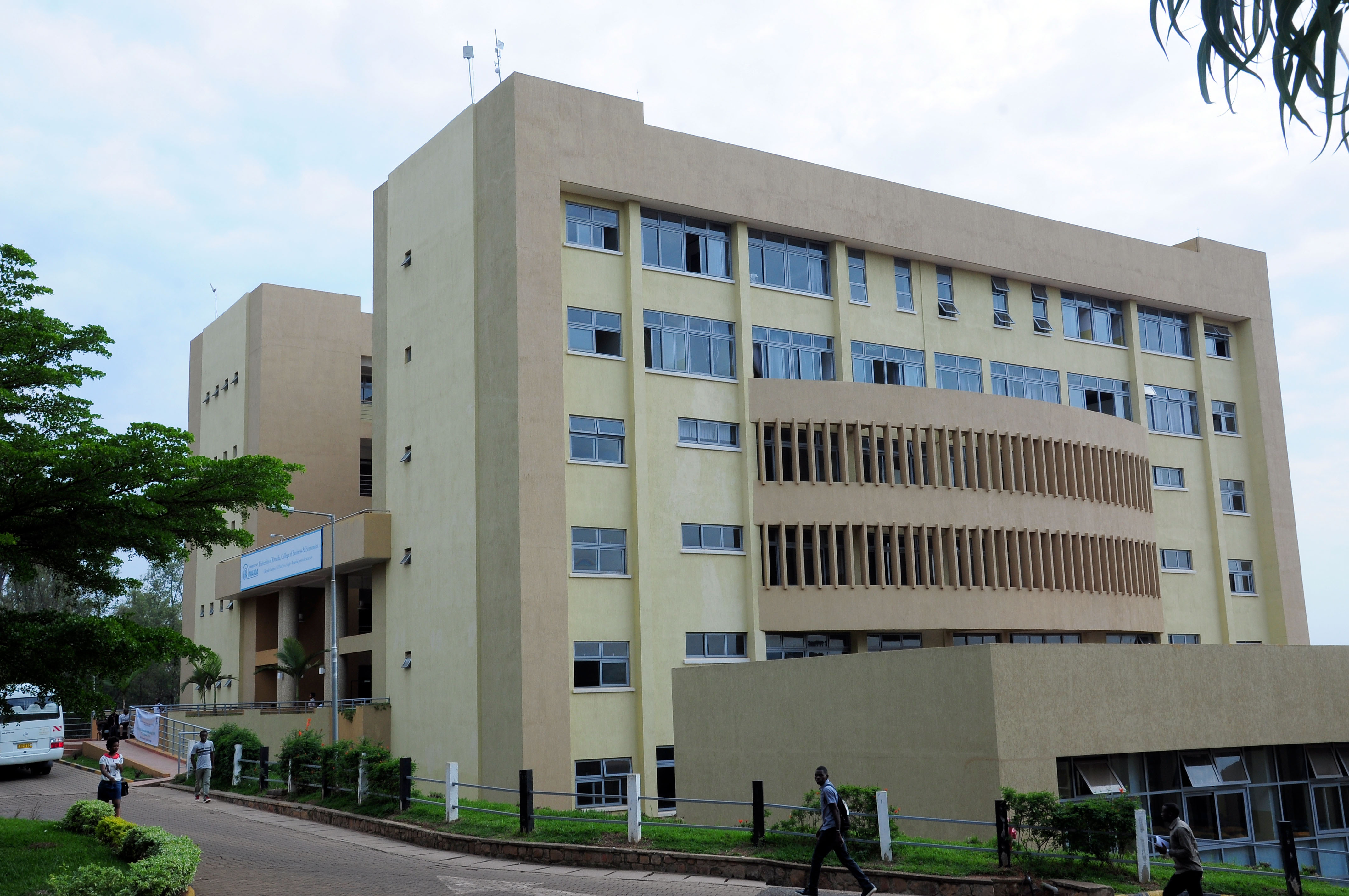
Trường đại học ở Kigali

Ở Rwanda thời thuộc địa và tiền diệt chủng, Butare là trung tâm chính của đất nước về giáo dục đại học. Các trường cao đẳng ban đầu như Đại Chủng viện Nyakibanda, được thành lập năm 1936 và ba cơ sở của thập niên 1960 bao gồm Đại học Quốc gia Rwanda (UNR), đều nằm ở phía nam thành phố. Tổ chức giáo dục đại học đầu tiên ở Kigali là Học viện Châu Phi et Mauricien de statistique et d'économie appliquée, được thành lập năm 1976, nhưng thành phố không trở thành một trung tâm học tập lớn cho đến nửa cuối thập niên 1990, trong thời gian đó Viện Y tế công cộng Kigali (KHI), Viện Khoa học và Công nghệ Kigali (KIST) và Viện Giáo dục Kigali (KIE), cùng với các trường đại học tư nhân Đại học Độc lập Kigali (ULK). Các tổ chức khác đã được thêm vào Kigali trong thế kỷ 21, bao gồm Trường Tài chính và Ngân hàng (SFB) công lập ở Gikondo và Đại học tư nhân Kigali, cũng như các chi nhánh của các trường đại học nước ngoài như Đại học Mount Kenya và Đại học Kỹ thuật Carnegie Mellon.
Năm 2013, chính phủ đã thực hiện những thay đổi đáng kể trong hệ thống đại học công lập của đất nước, nhằm cải thiện hiệu quả bằng cách loại bỏ các khóa học trùng lặp và loại bỏ sự khác biệt trong đánh giá học sinh giữa các trường khác nhau. Năm 2018 Kigali có 239 trường tiểu học với 203.680 học sinh theo học, và 143 trường trung học với số lượng tuyển sinh là 60.997.

## Thể thao

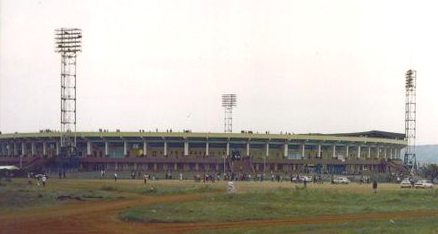
Sân vận động Amahoro ở Kigali

Sân vận động lớn nhất ở Kigali là Sân vận động Amahoro, trong vùng Remera của thành phố, được xây dựng vào những năm 1980 và có sức chứa 30.000 người. Sân vận động được sử dụng chủ yếu cho môn bóng đá. Sân vận động cũng tổ chức các trận đấu bóng bầu dục, bao gồm cả các đội tuyển quốc gia, cũng như các buổi hòa nhạc và các sự kiện công cộng. Khu phức hợp Amahoro bao gồm một địa điểm trong nhà, thường được biết đến với tên tiếng Pháp là Petit stade và một phòng thi đấu Paralympic. Nhà thi đấu Kigali là một nhà thi đấu trong nhà có sức chứa 10.000 người bên cạnh Sân vận động Amahoro, khánh thành năm 2019. Nhà thi đấu này tổ chức các môn thể thao như bóng rổ, bao gồm giải đấu AfroBasket 2021, cũng như bóng ném, bóng chuyền và tennis. Các địa điểm khác trong thành phố bao gồm Sân vận động khu vực Nyamirambo 22.000 sức chứa và Sân vận động Cricket Rwanda ở Gahanga, khai trương vào năm 2017. Sân golf duy nhất của Rwanda, Câu lạc bộ Golf Kigali, có trụ sở tại Nyarutarama; tính đến năm 2020, nó đang được mở rộng đến mười tám lỗ và hy vọng sẽ thu hút các giải đấu khu vực trong tương lai.

## Giao thông

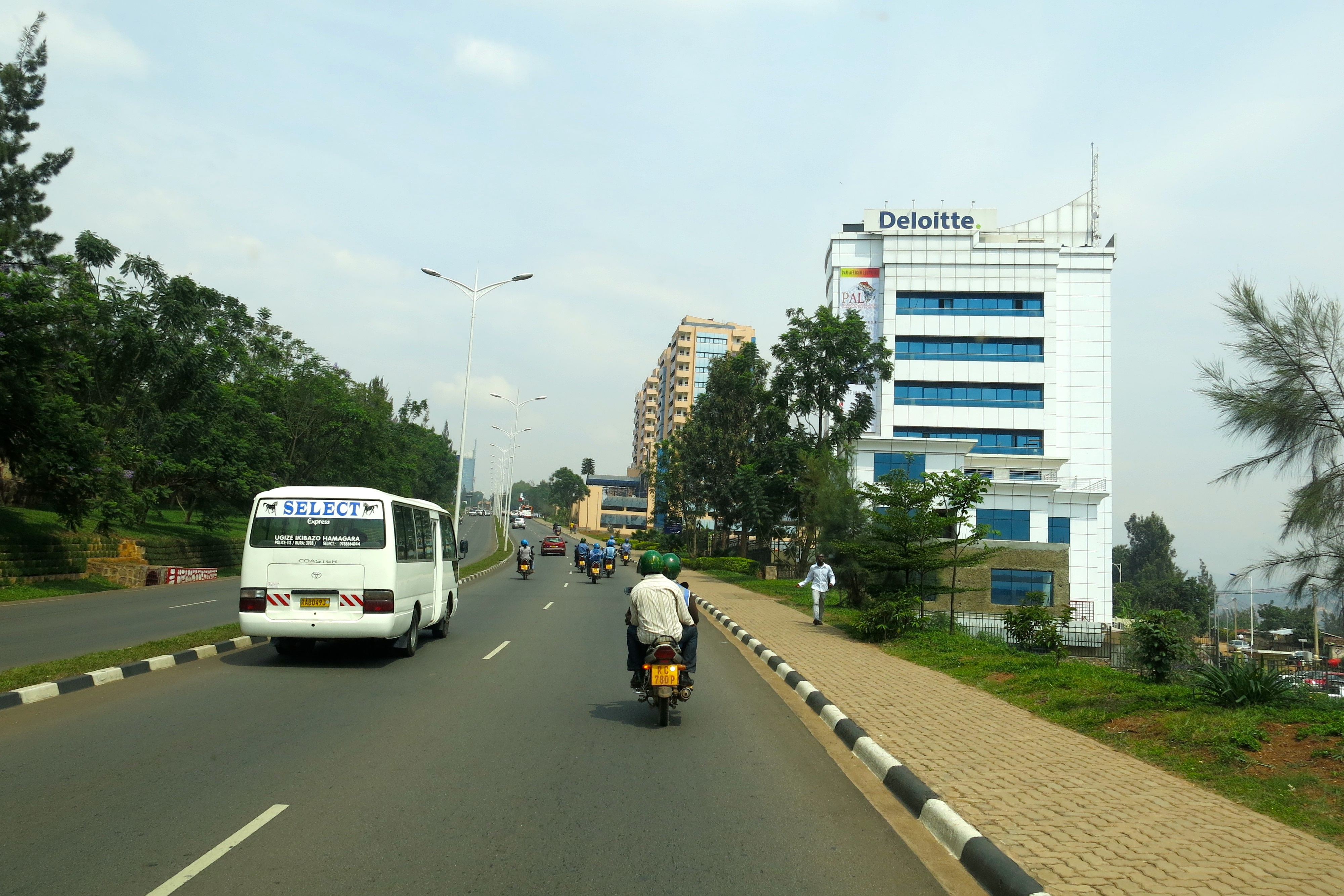
Một tuyến đường tới trung tâm thành phố Kigali.

Chính phủ Rwanda đã tăng thêm sự đầu tư vào cơ sở hạ tầng giao thông của Rwanda kể từ cuộc diệt chủng năm 1994, với sự viện trợ từ Hoa Kỳ, Liên minh châu Âu, Nhật Bản và các nước khác. Kigali là trung tâm của mạng lưới đường bộ của đất nước, với những con đường trải nhựa nối thành phố với hầu hết các thành phố và thị trấn lớn khác trong cả nước. Nó cũng được kết nối bằng đường bộ đến các quốc gia khác trong Cộng đồng Đông Phi, cụ thể là Uganda, Tanzania, Burundi và Kenya, cũng như các thành phố Goma và Bukavu phía đông Congo; con đường thương mại quan trọng nhất cho hàng hóa xuất nhập khẩu là đường đến cảng Mombasa qua Kampala và Nairobi, được gọi là Hành lang phía Bắc. Trong thành phố có tổng cộng 1.017 kilômét (632 mi) đường vào năm 2012, mặc dù chỉ có mười bốn phần trăm trong số này là đường trải nhựa và nhiều đoạn không trải nhựa có chất lượng kém và nguy hiểm khi mưa. Chính quyền đã có những cải tiến dần dần từ những năm 1990, tăng chất lượng bề mặt và cũng nâng cấp hầu hết các tuyến đường huyết mạch của thành phố lên đường hai chiều.